# Ochrotrichia denningi
Ochrotrichia denningi är en nattsländeart som beskrevs av Blickle och Morse 1957. Ochrotrichia denningi ingår i släktet Ochrotrichia och familjen smånattsländor. Inga underarter finns listade i Catalogue of Life.